# Ronald Plasterk
Ronald Hans Anton Plasterk (AFI: [ˈroːnɑlt ˈɦɑns ˈɑntɔm ˈplɑstɛr(ə)k]; L'Aia, 12 aprile 1957) è un politico olandese membro del Partito del Lavoro.
È ministro dell'interno tra il 2012 e il 2017 nel governo Rutte II, dopo essere stato ministro dell'istruzione, della cultura e della scienza dal 22 febbraio 2007 al 23 febbraio 2010 nel governo Balkenende IV. Rappresentante presso la Tweede Kamer dal 17 giugno 2010 al 5 novembre 2012, Plasterk è un professore riconosciuto, citato e pluripremiato nel campo della genetica molecolare. Dal 1995 è anche autore e editorialista di numerose pubblicazioni nazionali.

## Biografia

### Formazione
Ha studiato economia all'Università di Amsterdam e nel 1981 si è laureato in biologia all'Università di Leida. Ha conseguito il dottorato nella stessa università nel 1984. Dal 1981 è stato impiegato nella sua università di provenienza. È stato coinvolto in attività politiche all'interno del Partito del Lavoro (PvdA). Negli anni 1982-1984 fu consigliere di Leida.
Negli anni 1984-1985 ha lavorato al California Institute of Technology, e poi fino al 1987 al Laboratorio di Biologia molecolare di Cambridge. Nel 1987 è stato impiegato presso il Cancer Institute (NKI) olandese, negli anni 1989–2000 è stato direttore di questa unità. Nel 1997 è diventato professore all'Università di Amsterdam e nel 2000 professore all'Università di Utrecht. Nel 2000-2007 ha gestito l'Istituto Hubrecht, un istituto che faceva parte dell'Accademia reale olandese delle scienze e delle arti (KNAW), a cui ha ottenuto l'adesione nel 2001.
Divenne anche editorialista del quotidiano de Volkskrant e partecipante regolare al programma televisivo Buitenhof.

### Ministro dell'istruzione e dell'interno

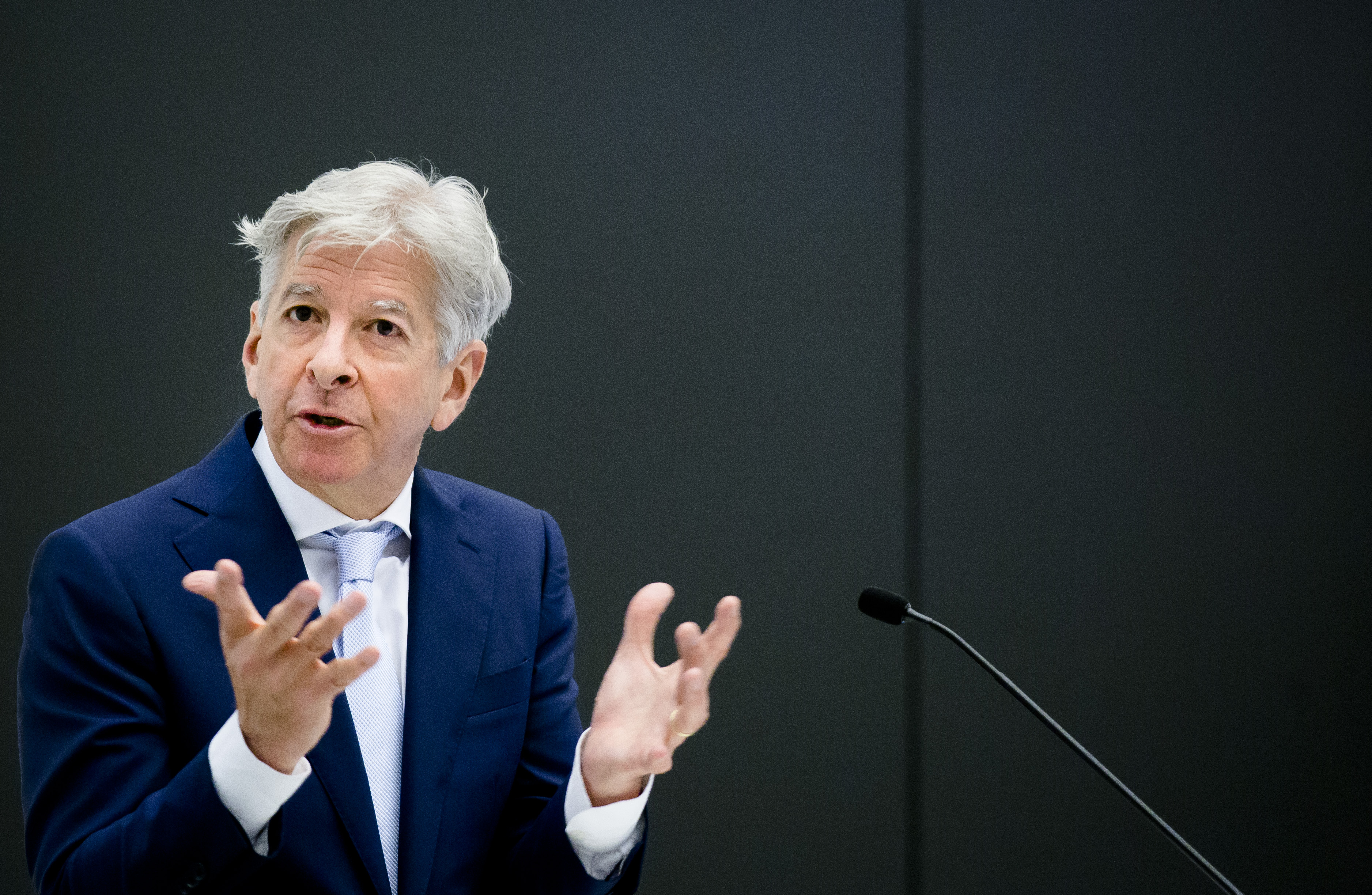
Ronald Plasterk all'Università di Amsterdam l'11 aprile 2016

Nel febbraio 2007, ha assunto la carica di Ministro dell'istruzione, della cultura e della scienza nel quarto gabinetto di Jan Peter Balkenende. Ha mantenuto tale incarico fino al febbraio 2010, quando il PvdA ha lasciato la coalizione di governo. Nelle elezioni dello stesso anno, è stato eletto alla Tweede Kamer, venendo confermato alle successive elezioni del 2012. Nel novembre 2012 è diventato ministro degli Interni nel governo Rutte II. Ha ricoperto questa carica fino a ottobre 2017.

### Vita privata

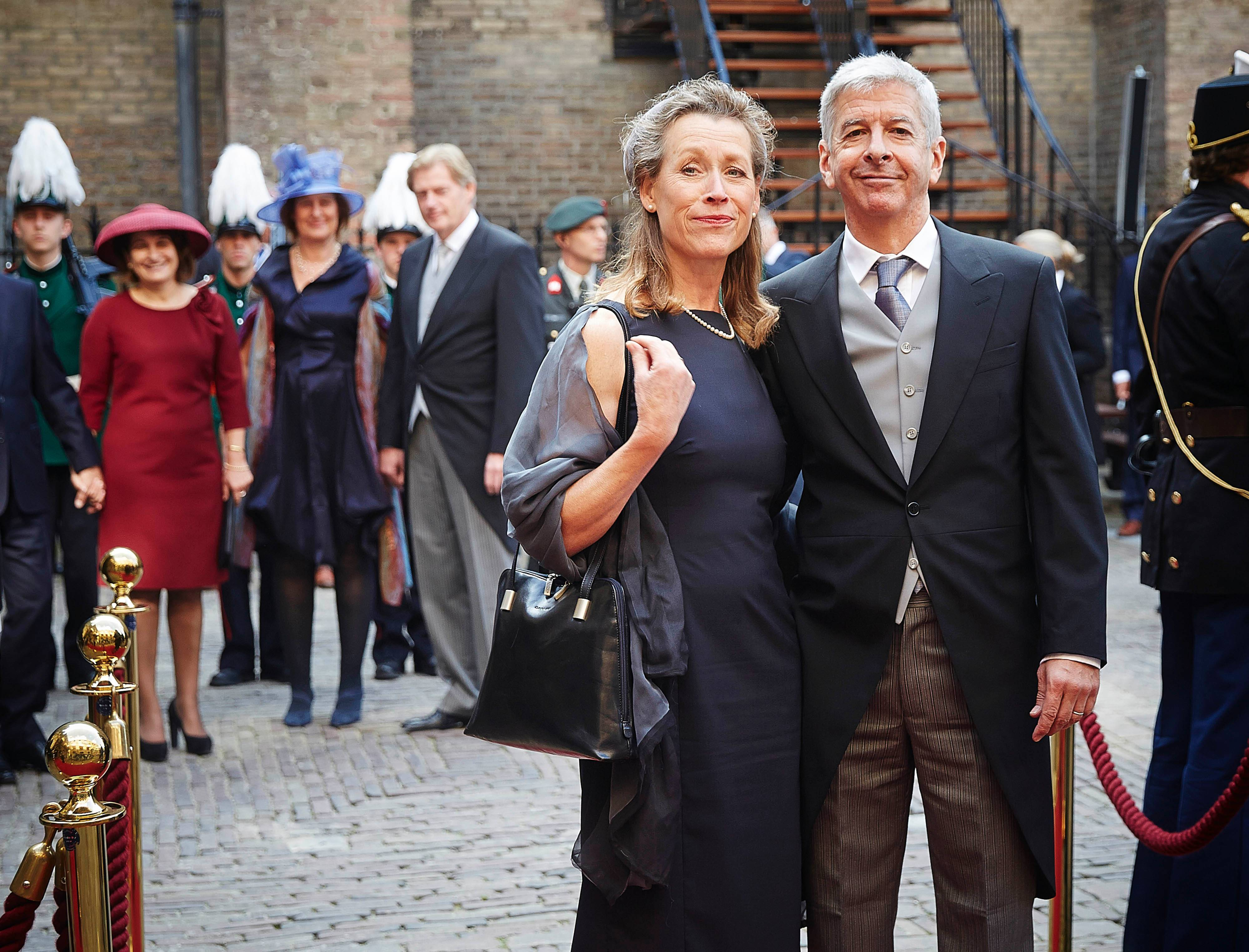
Ronald Plasterk e sua moglie Els Plasterk Beumer, al Prinsjesdag nel 2014.

Ronald Plasterk è sposato con Els Beumer. La coppia ha due figli. Vive a Bussum.
È membro dell'Associazione Reale degli Oratori Cristiani conosciuta come Excelsior, con sede ad Amsterdam, dove canta come tenore. Partecipa al recital annuale della Passione secondo Matteo di Johann Sebastian Bach dell'Excelsior. Suona anche la chitarra. Gli altri suoi hobby sono la letteratura, la pittura e la fotografia.
Nell'estate del 2008, è apparso allo Zomergasten, una serata di intervista televisiva della VPRO.

## Pubblicazioni

### Selezione di pubblicazioni scientifiche
- Ketting, R.F., Fischer, S.E.J., Bernstein, E., Sijen, T., Hannon, G.J., Plasterk R.H.A. (2001). Dicer functions in RNA interference and in synthesis of small RNA involved in developmental timing in C. elegans. Genes & Development 15: 2654-2659.
- Sijen, T., Fleenor, J., Simmer, F., Thijssen, K.L., Parrish, S., Timmons, L., Plasterk, R.H.A., Fire, A. (2001). On the role of RNA amplification in dsRNA-triggered gene silencing. Cell 107: 465-476.
- Tijsterman, M., Ketting, R.F., Okihara, K. L., Sijen, T., Plasterk, R. H. A. (2002) Short antisense RNAs can trigger gene silencing in C. elegans, depending on the RNA helicase MUT-14. Science 25;295 (5555): 694-697
- Wienholds, E., Schulte-Merker, S., Walderich, B., Plasterk, R.H.A. (2002) Target-selected inactivation of the zebrafish rag1 gene. Science 297 (July 5): 99-102.
- Wienholds, E., Koudijs, M.J., Van Eeden, F.J.M., Cuppen, E., Plasterk, R.H.A. (2003) The microRNA-producing enzyme Dicer 1 is essential for zebrafish development. Nature Genetics 35: 217-218.
- Sijen, T., Plasterk, R.H.A. (2003) Transposon silencing in the Caenorhabditis elegans germ line by natural RNAi. Nature 426: 310-314.
- Berezikov, E., Guryev, V., van de Belt, J., Wienholds, E., Plasterk, R.H.A., Cuppen, E. (2005) Phylogenetic shadowing and computational identification of human microRNA genes. Cell 120: 21-24.
- Robert, V.J.P., Sijen, T., van Wolfswinkel, J., Plasterk, R.H.A. (2005) Chromatin and RNAi factors protect the C. elegans germline against repetitive sequences. Genes Dev. 19: 782-787.
- Sijen T., Steiner F.A., Thijssen K.L., Plasterk R.H.A. (2007) Secondary siRNAs result from unprimed RNA synthesis and form a distinct class. Science. 2007 Jan 12;315(5809):244-7.

### Pubblicazioni scientifiche popolari
- Wormen en waarden (1993) ISBN 9789090066158
- Techniek van het leven: de betekenis van biotechnologie voor mens en samenleving (avec Maarten Evenblij) (2000)
- Leven uit het lab (2000) ISBN 9789053339428